# Abbott i Costello w tropikach
Abbott i Costello w tropikach (ang. One Night in the Tropics) – amerykański film komediowy z 1940 roku. W rolach głównych wystąpił amerykański duet aktorski Abbott i Costello. Film zapoczątkował wieloletnią współpracę tego duetu komików.

## Obsada
- Bud Abbott – Abbott
- Lou Costello – Costello
- Allan Jones – Jim Moore
- Nancy Kelly – Cynthia Merrick
- Robert Cummings – Steve Harper
- Mary Boland – ciotka Kitty Marblehead
- William Frawley – Roscoe
- Peggy Moran – Mickey Fitzgerald
- Leo Carrillo – Escobar
- Don Alvarado – Rodolfo
- Nina Orla – Nina
- Richard Carle – pan Moore